# Hermeline Malherbe
Pour les articles homonymes, voir Malherbe.
Hermeline Malherbe, née Hermeline Laurent le 18 février 1969 à Carvin (Pas-de-Calais), est une femme politique française. Membre du Parti socialiste, elle est présidente du conseil départemental des Pyrénées-Orientales depuis le 21 novembre 2010 et sénatrice des Pyrénées-Orientales de 2014 à 2017, au lendemain du décès de Christian Bourquin, dont elle était la suppléante.

## Biographie
Élevée dans une famille de militants syndicaux qui ont mis en place les premières aides ménagères après-guerre, fille d'ouvrier métallo et d'employée de maison dans le bassin minier du Nord-Pas-de-Calais.
Ancienne adhérente des Jeunesses communistes révolutionnaires, elle rejoint Génération écologie dès sa création en 1990. Elle devient adhérente socialiste en 2007 dans la fédération catalane du Parti Socialiste. Elle en est exclue en 2010 en raison de son soutien à Georges Frêche lors des élections régionales puis réintégrée en novembre 2011.
Hermeline Malherbe est élue pour la première fois en Seine-et-Marne en 2001, conseillère municipale de Meaux aux côtés de Nicole Bricq. Elle quitte la ville en 2002.
Arrivée en 2005 dans les Pyrénées-Orientales, elle est élue conseillère générale du canton de Perpignan-8 en 2008. Elle y préside les commission développement durable et accès des personnes handicapées au conseil général.
Elle est élue conseillère régionale en 2010 et devient vice-présidente de la région Languedoc-Roussillon (où elle préside la commission de la Gestion de l'eau et des risques naturels). Elle est élue en novembre 2010 présidente du conseil général des Pyrénées-Orientales, à la suite de la démission de Christian Bourquin, élu président de la région Languedoc-Roussillon après le décès de Georges Frêche.
Elle est réélue présidente du conseil départemental des Pyrénées-Orientales lors des élections cantonales de 2011.
Suppléante de Christian Bourquin lors des sénatoriales de 2011, elle lui succède au Sénat après sa disparition le 26 août 2014,,, et choisit le groupe du Rassemblement démocratique social et européen (RDSE). Lors de la discussion sur le projet de loi sur la délimitation des régions, elle défend au Sénat la séparation des régions Languedoc-Roussillon et Midi-Pyrénées.
En mars 2015, elle est élue conseillère départementale du canton de Perpignan-6 en tandem avec Jean Roque,. Le 2 avril suivant, elle est élue à la présidence du département,,.
Elle se présente aux élections sénatoriales de 2017, sans succès. Le candidat Les Républicains François Calvet est élu sénateur du département des Pyrénées-Orientales dès le premier tour, et un second candidat LR, Jean Sol, l'emporte au second tour.
Hermeline Malherbe est nommée chevalier de la Légion d'honneur lors de la promotion du nouvel an 2020.

## Affaire judiciaire
En juin 2023, Hermeline Malherbe est mise en examen pour « favoritisme, corruption passive, trafic d'influence passif et prise illégale d'intérêts, et placée sous contrôle judiciaire. Dans le cadre d’une enquête sur l’attribution suspecte de marchés publics, la présidente PS du Conseil départemental des Pyrénées-Orientales et son mari sont soupçonnés d’avoir bénéficié de rabais sur des travaux réalisés dans leur domicile par des entreprises travaillant également pour l’Office HLM du département, présidé de 2015 à 2021 par Hermeline Malherbe elle-même. Elle a été placée sous contrôle judiciaire, avec interdiction de sortir du territoire national.

## Mandats politiques en cours
Conseil départemental
- depuis 2021 : Conseillère départementale du canton des Aspres
- depuis 2010 : Présidente du conseil départemental des Pyrénées-Orientales

Conseil municipal
- Depuis 2020 : Conseillère municipale de Thuir
- Depuis 2020 : 1re Vice-présidente de la communauté de communes des Aspres[18]

Autres
- Membre du Groupe d'intérêt public de l'enfance en danger[19], qui gère la ligne d'urgence 119 (Observatoire national de l'enfance en danger)

- Présidente du parc naturel régional des Pyrénées catalanes[20]

- Présidente du conseil d’administration du service départemental d'incendie et de secours (SDIS 66) depuis 2010

- Présidente de l’Agence de développement touristique des Pyrénées-Orientales (anciennement comité départemental du tourisme) depuis 2012[21]

- Présidente de l’Office public de l’habitat des Pyrénées-Orientales depuis 2014[22]

- Vice-présidente du Mémorial du camp de Rivesaltes depuis 2014[23]

- Présidente de l’EPCC du musée d'Art moderne de Céret depuis 2014[24]

- Présidente du Syndicat mixte des nappes souterraines de la plaine du Roussillon depuis 2011[25]

## Mandats précédents
Sénat
- 2014-2017 : Sénatrice des Pyrénées-Orientales

Conseil régional
- 2010-2010 : Vice-présidente du conseil régional du Languedoc-Roussillon

Conseil général/départemental
- 2008-2015 : Conseillère générale du canton de Perpignan-8
- 2015-2021 : Conseillère départementale du canton de Perpignan-6

Conseil municipal
- 2001-2005 : Conseillère municipale de Meaux